# Leyton House
Leyton House – dawny konstruktor F1, ścigający się w sezonach 1990 i 1991.
W rzeczywistości był to March, który powrócił do F1 w 1987. Wówczas japońska agencja nieruchomości Leyton House stała się sponsorem tytularnym, by w 1989 roku wykupić cały team i zmienić jego nazwę. Kierowcy Ivan Capelli i Maurício Gugelmin, którzy wówczas ścigali się dla Marcha, pozostali w nowym-starym zespole.

## Historia

### Sezon 1990
Sezon 1990 od początku zapowiadał się katastrofalnie. Leyton House CG901 był bardzo zawodny i przez pierwsze 6 wyścigów sezonu sezon ani razu nie zapunktował, nie udało mu się również zakwalifikować do wielu wyścigów; zarówno Gugelmin jak i Capelli nie zakwalifikowali się do Grand Prix Brazylii i Meksyku (dodatkowo Gugelminowi nie udało się zakwalifikować w Monako i Kanadzie). Jednak po katastrofalnym Meksyku we Francji obu kierowcom udało się przełamać złą passę – nie tylko udało im się zakwalifikować, ale też przez jakiś czas zająć dwa pierwsze miejsca w wyścigu, póki silnik prowadzącego wówczas Gugelmina nie eksplodował. Capelli prowadził przez znaczną część wyścigu zanim nie został dogoniony przez Alaina Prosta, kończąc wyścig na drugim stopniu podium. Są to zarazem jedyne punkty Włocha i jedyne podium zespołu w tym sezonie. Swoje jedyne punkty (i ostatnie w swojej karierze) Gugelmin zarobił zaś w Belgii kończąc wyścig na szóstej pozycji, zostawiając Capellego miejsce dalej z przewagą jednego okrążenia.
Poza torem, dyrektor zespołu Ian Phillips zachorował na zapalenie opon mózgowo-rdzeniowych i musiał odejść z pracy po GP Brazylii. Menadżer zespołu Harry Mandel odszedł niedługo potem, zaś Adrian Newey został zwolniony. Kilku innych inżynierów, przejętych razem z March Engineering również odeszło tego roku.
Team zakończył swój pierwszy sezon na siódmym miejscu w klasyfikacji.

### Sezon 1991
W tym sezonie zespół postanowił wymienić jednostkę napędową V8 Judda na nowe V10 Ilmora, licząc że zmiany techniczne i kadrowe odbiją się na wyniki w wyścigach. Skutek był odwrotny do zamierzonego – Capelli nie ukończył pierwszych dziewięciu Grand Prix, a jedyny punktowany występ (a zarazem jedyny punkt zespołu w tym sezonie) to było 6. miejsce na Węgrzech. Najlepszym wynikiem Gugelmina było siódme miejsce, które zdobywał we Francji, Portugalii i Hiszpanii.
We wrześniu 1991 Akira Akagi, właściciel zespołu, został wplątany w finansową aferę z Fuji Bankiem i został aresztowany. Władzę nad zespołem przejął współpracownik Akagiego Ken Marrable, jednak zaczęły kończyć się pieniądze, a bolidy walczyły o samo dojechanie do mety.
Na dwa wyścigi przed końcem, Capelli został zastąpiony kierowcą testowym Leytona Karlem Wendlingerem, który przedtem był kierowcą teamu Sauber-Mercedes w LeMans. Capelli podpisał na 1992 rok kontrakt z Ferrari, zaś Gugelmin odszedł do Jordana.

### Koniec
Zespół został ostatecznie przejęty przez konsorcjum składające się z Kena Marrable'a, dyrektora technicznego Marcha Gustava Brunnera i innych. Ogłoszono, że zespół będzie kontynuował swoje starty jako March F1 aby jak najbardziej oddalić się od kontrowersyjnej osoby Akagiego i jego firmy. Wendlinger zgodził się zostać w zespole, a jego partnerem został Paul Belmondo. Po zakończeniu sezonu 1992 kontrakty zarówno Karla jak i Paula wygasły, obaj mieli przejechane zaledwie – odpowiednio – 2 i 5 wyścigów w barwach zespołu. Zostali zastąpieni przez Emanuela Naspettiego i Jana Lammersa.
Konsorcjum nie udało się sprzedać teamu na następny sezon i – pomimo zakontraktowanych nowych kierowców – zespół upadł na początku 1993 roku.

## Wyniki w Formule 1
| Rok  | Bolid              | Silnik          | Opony    | Kierowcy          | 1   | 2   | 3   | 4   | 5   | 6   | 7   | 8   | 9   | 10  | 11  | 12  | 13  | 14  | 15  | 16  | Pkt. | Poz. |
| ---- | ------------------ | --------------- | -------- | ----------------- | --- | --- | --- | --- | --- | --- | --- | --- | --- | --- | --- | --- | --- | --- | --- | --- | ---- | ---- |
| 1990 | Leyton House CG901 | Judd EV V8      | Goodyear |                   | USA | BRA | SMR | MON | CAN | MEX | FRA | GBR | GER | HUN | BEL | ITA | POR | ESP | JPN | AUS | 7    | 7    |
| 1990 | Leyton House CG901 | Judd EV V8      | Goodyear | Maurício Gugelmin | 14  | NZ  | NU  | NZ  | NZ  | NZ  | NU  | NW  | NU  | 8   | 6   | NU  | 12  | 8   | NU  | NU  | 7    | 7    |
| 1990 | Leyton House CG901 | Judd EV V8      | Goodyear | Ivan Capelli      | NU  | NZ  | NU  | NU  | 10  | NZ  | 2   | NU  | 7   | NU  | 7   | NU  | NU  | NU  | NU  | NU  | 7    | 7    |
| 1991 | Leyton House CG911 | Ilmor LH 10 V10 | Goodyear |                   | USA | BRA | SMR | MON | CAN | MEX | FRA | GBR | GER | HUN | BEL | ITA | POR | ESP | JPN | AUS | 1    | 12   |
| 1991 | Leyton House CG911 | Ilmor LH 10 V10 | Goodyear | Maurício Gugelmin | NU  | NU  | 12  | NU  | NU  | NU  | 7   | NU  | NU  | 11  | NU  | 15  | 7   | 7   | 8   | 14  | 1    | 12   |
| 1991 | Leyton House CG911 | Ilmor LH 10 V10 | Goodyear | Ivan Capelli      | NU  | NU  | NU  | NU  | NU  | NU  | NU  | NU  | NU  | 6   | NU  | 8   | 17  | NU  |     |     | 1    | 12   |
| 1991 | Leyton House CG911 | Ilmor LH 10 V10 | Goodyear | Karl Wendlinger   |     |     |     |     |     |     |     |     |     |     |     |     |     |     | NU  | 20  | 1    | 12   |